# Leen Buis
Leendert „Leen“ Buis (* 5. Dezember 1906 in Zwanenburg, Amsterdam; † 17. November 1986 ebenda) war ein niederländischer Radrennfahrer und nationaler Meister im Radsport.

## Sportliche Laufbahn
Buis war im Straßenradsport und im Bahnradsport aktiv. Er war Teilnehmer der Olympischen Sommerspiele 1928 in Amsterdam. Im olympischen Einzelzeitfahren belegte er beim Sieg von Henry Hansen den 17. Rang. Die niederländische Mannschaft mit Buis, Janus Braspennincx, Ben Duijker und Antonius Kuys belegte in der Mannschaftswertung den 9. Platz.
1926 wurde er nationaler Meister im Straßenrennen vor Hein Kriller. Im Rennen der UCI-Straßen-Weltmeisterschaften schied er aus. In der Saison 1927 gewann er auch die Eintagesrennen Ronde van Limburg, Ronde van Noord-Brabant und Ronde van de Veluwe. Buis war auch in Querfeldeinrennen (heutige Bezeichnung Cyclosport) aktiv.